# سختی ویکرز

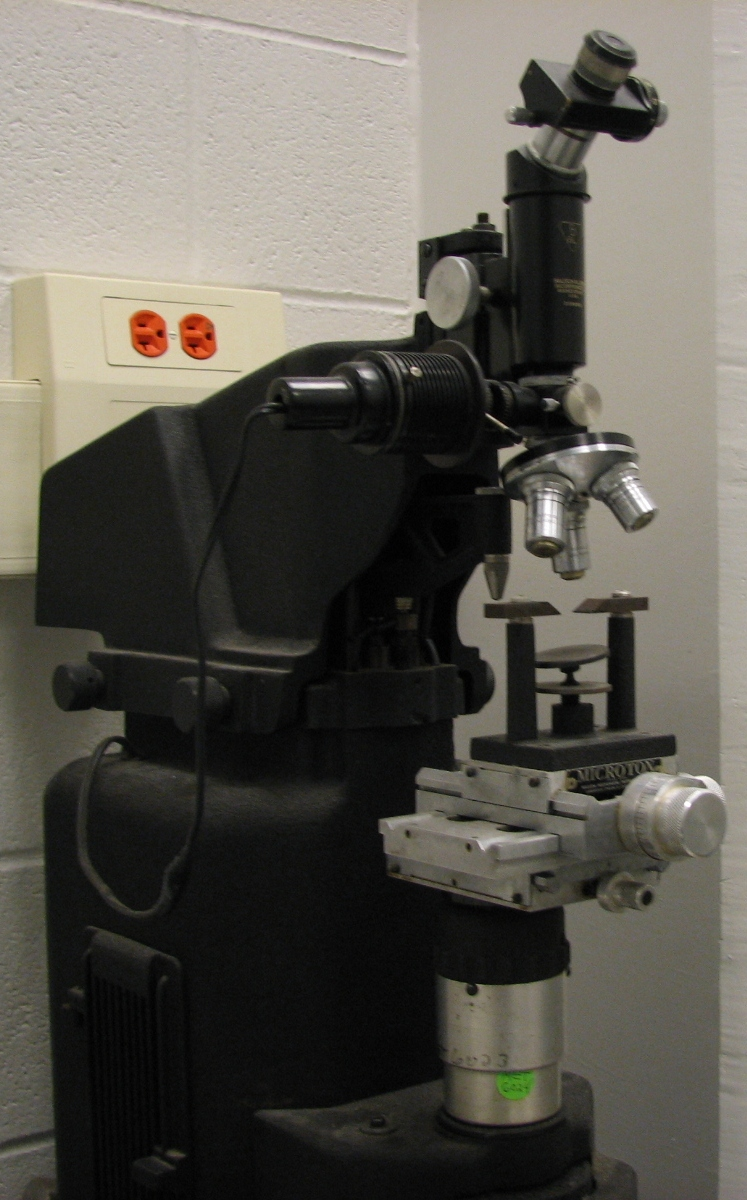
دستگاه سختی سنج ویکرز

سختی ویکرز (به انگلیسی: Vickers hardness)، یکی از معیارهای سختی است؛ که بر اساس مقاومت مواد، در برابر فروروندهٔ هرمی شکل از جنس الماس سختی آن‌ها را تعیین می‌کند. سختی‌سنجی به این روش اولین بار در سال ۱۹۲۲ توسط اسمیت و ساندلند در ویکرز لیمیتد به عنوان جایگزینی برای سختی برینل توسعه یافت.

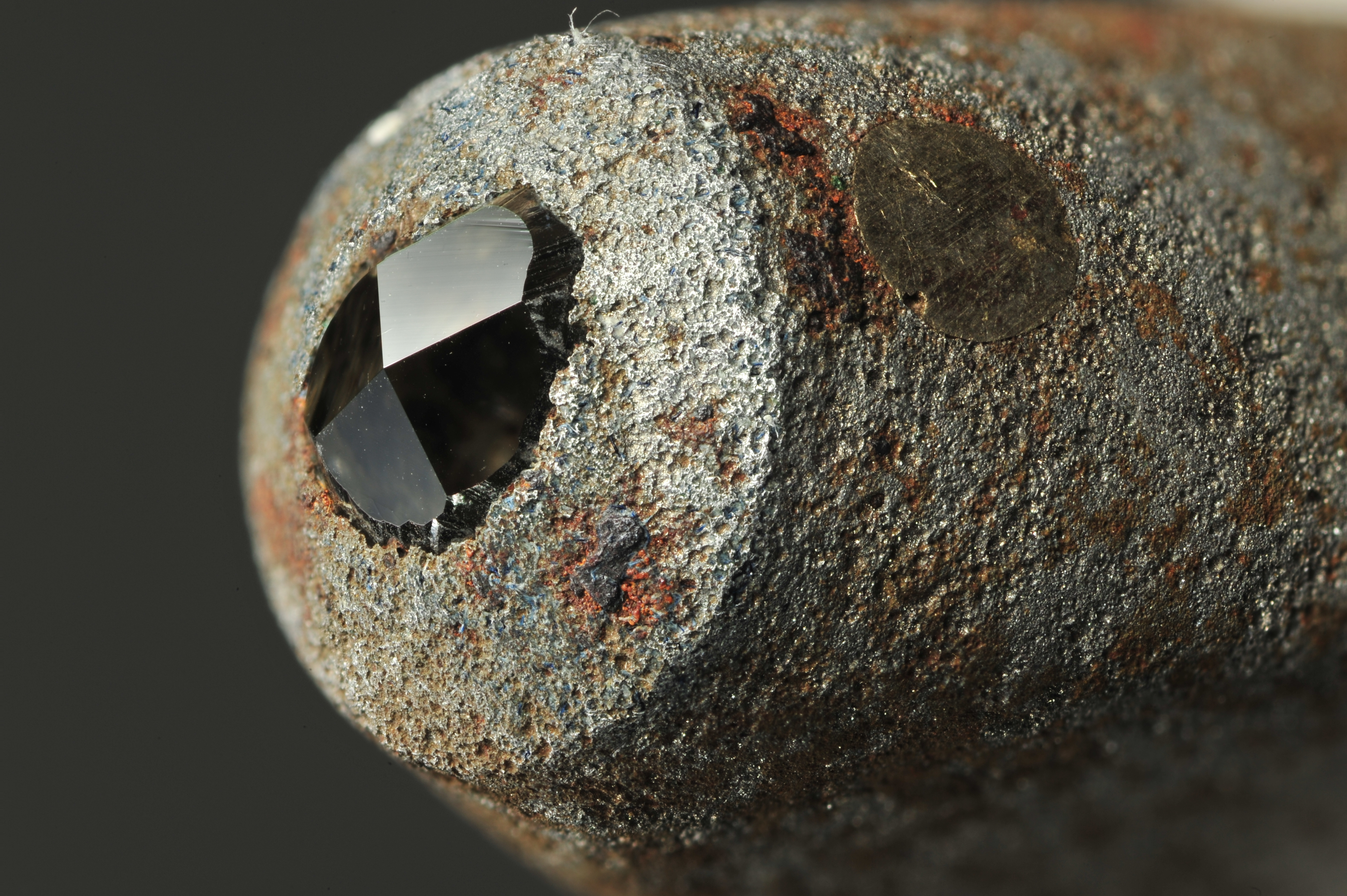

فروروندهٔ بکار رفته در این روش، الماس هرمی با قاعدهٔ مربع شکل است که سطوح مقابل آن با زاویه ۱۳۶ درجه به یکدیگر می‌رسند.
مقدار سختی ماده پس از آزمایش توسط رابطهٔ زیر بدست می‌آید:
{\displaystyle VH={\frac {2F\sin(136^{\circ }/2)}{d^{2}}}\approx {\frac {1.854F}{d^{2}}}}
واحد سختی ویکرز کیلوگرم نیرو بر میلی‌متر مربع است و مقادیر حاصل به صورت xxxHVyy گزارش می‌شوند که xxx میزان سختی و yy نیروی اعمال شده بر فرورونده است.
روش آزمایش سختی ویکرز یک نوع استاتیک است که از استانداردهای ISO 6507، ASTM E92 و ASTM E384 پیروی می‌کند.
این روش ویکرز به ترتیب مطابق با استاندارد ISO از 1 gf و از 1 gf تا 120 kgf مطابق با استانداردهای ASTM متغیر است. این استانداردها نشان می‌دهد که می‌توان از این روش برای تشخیص سختی تمام دامنه‌های بار از سطح میکرو تا سطح کلان از طریق سطح کم بار استفاده کرد.
این یک روش نوری است، که در آن اندازه تورفتگی باقی مانده توسط تورفتگی اندازه‌گیری می‌شود تا مقدار سختی نمونه آزمایش محاسبه شود.
فرورفتگی و نوع ماده: فرورفتگی هرمی متساوی الاضلاع است که شامل یک پایه مربع ساخته شده از الماس با زاویه صفحه ۱۳۶ درجه است.